# Пайн-Буш (Нью-Йорк)
Пайн-Буш (англ. Pine Bush) — переписна місцевість (CDP) в США, в округах Орандж і Ольстер штату Нью-Йорк. Населення — 1751 особа (2020).

## Географія
Пайн-Буш розташований за координатами 41°36′34″ пн. ш. 74°17′47″ зх. д. / 41.60944° пн. ш. 74.29639° зх. д. (41.609545, -74.296524).  За даними Бюро перепису населення США в 2010 році переписна місцевість мала площу 5,46 км², з яких 5,46 км² — суходіл та 0,01 км² — водойми.

## Демографія
Згідно з переписом 2010 року, у переписній місцевості мешкало 1780 осіб у 764 домогосподарствах у складі 453 родин. Густота населення становила 326 осіб/км².  Було 826 помешкань (151/км²).
Расовий склад населення:
| - 90,8 % — білих - 2,5 % — чорних або афроамериканців - 1,6 % — азіатів - 0,2 % — вихідців з тихоокеанських островів - 0,1 % — корінних американців - 2,4 % — осіб інших рас |

До двох чи більше рас належало 2,4 %. Частка іспаномовних становила 9,2 % від усіх жителів.
За віковим діапазоном населення розподілялося таким чином: 22,2 % — особи молодші 18 років, 58,5 % — особи у віці 18—64 років, 19,3 % — особи у віці 65 років та старші. Медіана віку мешканця становила 43,7 року. На 100 осіб жіночої статі у переписній місцевості припадало 81,8 чоловіків;  на 100 жінок у віці від 18 років та старших — 76,4 чоловіків також старших 18 років.
Середній дохід на одне домашнє господарство  становив 53 763 долари США (медіана — 38 405), а середній дохід на одну сім'ю — 72 046 доларів (медіана — 57 917). За межею бідності перебувало 11,3 % осіб, у тому числі 12,4 % дітей у віці до 18 років та 17,3 % осіб у віці 65 років та старших.
Цивільне працевлаштоване населення становило 699 осіб. Основні галузі зайнятості: освіта, охорона здоров'я та соціальна допомога — 39,6 %, інформація — 14,9 %, роздрібна торгівля — 12,4 %.